# 1,2-Pentadien-4-in
1,2-Pentadien-4-in (Trivialname: Ethinylallen) ist eine chemische Verbindung, ein Enin und Dien in der Gruppe der Alkine, aus der Gruppe der ungesättigten Kohlenwasserstoffe, die als Untereinheit einiger Naturstoffe von Pilzen vorkommt (z. B. Nemotin und Nemotinsäure, Odyssin und Odyssinsäure, oder Mycomycin). Es ist ein Isomer von 1,3-Pentadiin.

## Gewinnung und Darstellung
1,2-Pentadien-4-in kann durch Reaktion von 3-Chlor-1,4-pentadiin mit durch Salzsäure und Kupfersulfat aktiviertem Zink gewonnen werden. Als Lösungsmittel dient Butanol.

## Eigenschaften
1,2-Pentadien-4-in bildet bei Oxidation Dimere, wobei die Moleküle über die terminalen Kohlenstoffatome der Alkinfunktion verbunden werden. Das so entstandene Dimer lässt sich im Basischen wiederum zu einem konjugierten Tetrain umlagern:

## Externe Links zu erwähnten Verbindungen
1. ↑  Externe Identifikatoren von bzw. Datenbank-Links zu 3-Chlor-1,4-pentadiin:  CAS-Nr.: 98136-33-5, PubChem: 54448061, ChemSpider: 24808031, Wikidata: Q115974663.